# Liste des stations de radio en Autriche
Cet article présente la liste des radios en Autriche.

## Service public
- ORF (Österreichischer Rundfunk)
  - Österreich 1
    - Ö1 International (ondes courtes)

  - Österreich 2 regional radio
    - Radio Burgenland : Burgenland
    - Radio Kärnten : Carinthie
    - Radio Niederösterreich : Basse-Autriche
    - Radio Oberösterreich : Haute-Autriche
    - Radio Salzburg : Salzbourg
    - Radio Steiermark : Styrie
    - Radio Tirol : Tyrol et Tyrol du Sud
    - Radio Vorarlberg : Vorarlberg
    - Radio Wien : Vienne

  - Hitradio Ö3
  - FM4
  - Radio Afrika International

## Radios privées

### Suprarégionale
- Radio Arabella
- Energy Österreich
- Jö.live
- Klassik Radio
- KroneHit
- LoungeFM
- Mein Kinderradio
- Radio 88.6
- Radio Austria
- Rock Antenne
- Technikum One

### Basse-Autriche
- Radio Arabella (Niederösterreich)

### Carinthie
- Antenne Kärnten
- Welle 1 Kärnten

### Haute-Autriche
- Life Radio
- Radio Arabella (Oberösterreich)
- Welle 1 Oberösterreich

### Salzbourg
- Antenne Salzburg
- Energy Salzburg
- Welle 1 Salzburg

### Styrie
- Antenne Steiermark
- Njoy Radio
- Radio Grün-Weiß
- Radio Soundportal
- Welle 1 Graz

### Tyrol
- Antenne Tirol
- Energy Innsbruck
- Life Radio
- Radio Osttirol
- Radio U1 Tirol

### Vorarlberg
- Antenne Vorarlberg

### Vienne
- 98.3 superfly
- ARBÖ-Verkehrsradio
- City23
- Energy Wien
- HighLive Radio
- Hood Music
- Megaradio
- Njoy Radio Wien
- NOW Radio
- Radio Fantasy
- Radio klassik Stephansdom
- Sout Al Khaleej
- Technikum City

## Radios associatives

### Suprarégionale
- Radio Maria Autriche

### Basse-Autriche
- Campus & City Radio St. Pölten (universitaire)
- Radio SOL
- radio Ypsilon

### Burgenland
- Radio OP

### Carinthie
- Radio AGORA
- Radio Real

### Haute-Autriche
- Freies Radio Freistadt
- Freies Radio Salzkammergut
- Radio B138
- Radio FRO
- Radius 106,6 (scolaire)

### Salzbourg
- Radiofabrik 107,5

### Styrie
- Radio Freequenns
- Radio Helsinki – Verein freies Radio Steiermark

### Tyrol
- Freies Radio Innsbruck

### Vienne
- Orange 94.0